# Скално-култов комплекс Поточница
Скално-култов комплекс Поточница се намира по течението на р.Арда, между с.Поточница и с.Долно Черковище (Област Кърджали) в каньона на водния басейн.

## Описание и особености
В рамките на комплекса са включени скално-култовите обекти Кара куз и Кован кая (Пчелния камък), както и две пещери-гробници. На скалния масив Кован кая са изсечени 127 трапецовидни ниши, изсечени в три групи и групирани около пещерите-гробници. При скалния масив Кара куз, трапецовидните ниши са 58, а на самия връх на скалите се намира крепост, градена от ломен камък без спойка. На съседния скален масив, наричан от местното население Саръ кая, изсечените в скалата ниши са 83.
Скалните пещери-гробници се намират край изоставената кариера за вулканични туфи при с. Поточница, на около 200 m от левия бряг на р. Крумовица, малко преди вливането ѝ в р. Арда, където на билото на удължения рид от бели скали са изсечени двете скални гробници.
По-голямата и по-запазена пещера-гробница има голямо фуниевидно преддверие, дълбоко 8 m, високо при входа 4 m и широко 7 m. В лявата страна на преддверието ѝ е изсечена кухина, наподобяваща миниатюрна куполна гробница. В близост до гробницата са издълбани в скалата 21 трапецовидни ниши.
В м. Хамбар кая – отстояща на около 250 m северозападно от Кован кая, могат все още да се видят основите на три силно разрушени гробници издълбани на върха на скалистото възвишение (имало е още една, която е напълно разрушена). В началото на 1960-те години скалата е превърната в кариера за вар, вследствие на което гробниците, трапецовидните ниши и малката пещера в подножието на скалата са били силно разрушени. Прави впечатление, че при една от гробниците се наблюдават трапецовидно наклонени към пода стени – в запазеното скосяване при площадката. Входът към съоръжението (сега разрушен) също се наблюдава трапецовидна форма. Изсечените трапецовидни ниши в скалата са 5 на брой. Първата научно-популярна публикация на скалните гробници при Хамбар кая край с. Поточница са на кареведа Борис Колев
В непосредсвтена близост до скално-култовия комплекс при с. Поточница е скално-изсчечената гробница Дупката на поп Мартин и скалното светилище в м.Аул кая.